# Municipio de Spruce (Minnesota)
El municipio de Spruce (en inglés, Spruce Township) es un municipio del condado de Roseau, Minnesota, Estados Unidos. Tiene una población estimada, a mediados de 2022, de 573 habitantes.

## Geografía
Está ubicado en las coordenadas 48°50′29″N 95°40′11″O / 48.84139, -95.66972. Según la Oficina del Censo de los Estados Unidos, tiene una superficie total de 92.1 km², de la cual 91.9 km² corresponden a tierra firme y 0.2 km² están cubiertos de agua.

## Demografía
Según el censo de 2020, en ese momento había 582 personas residiendo en la zona. La densidad de población era de 6.3 hab./km². El 93.1 % de los habitantes eran blancos, el 0.9 % eran afroamericanos, el 0.5 % eran amerindios, el 0.7 % eran asiáticos, el 0.5 % eran de otras razas y el 4.3 % eran de una mezcla de razas. Del total de la población, el 1.7 % eran hispanos o latinos de cualquier raza.